# دير العسل الفوقا
دير العسل الفوقا قرية فلسطينية من قرى دورا التابعة لمحافظة الخليل تقع في جنوب غرب دورا في منطقة شبه غورية في أقدام الجبال المنحدرة من دورا باتجاه الغرب. يعتمد سكان هذه القرية في عيشتهم على الزراعة وتربية الماشية بالإضافة إلى أعمالهم في الخدمات المختلفة يحد القرية من الشرق بساتين الزيتون ويحدها جدار الفصل العنصري من الغرب بدأ التعليم في هذه القرية منذ فترة طويلة وفيها مدرسة أساسية حتى الصف العاشر.
تقع قرية دير العسل الفوقا على ارتفاع 462 متراً فوق سطح البحر، يبلغ المعدل السنوي للأمطار في القرية حوالي 436 ملم.

## الأماكن الدينية والأثرية
- مسجد الفاروق.
- بيارة دير العسل الفوقا، يعود المكان للعصر الروماني.

## السكان
بلغ عدد سكان القرية عام 2007 حوالي 1.598 نسمة، 782 منهم ذكور و816 من الإناث، وبلغ عدد الأسر 244 أسرة.

## التاريخ
تم العثور في القرية على قطع سيراميك من العصر البيزنطي.

### العصر العثماني
في عام 1838، تم الإشارة إلى قرية دير العسل على أنها مكان "مدمر أو مهجور"، وهو جزء من المنطقة الواقعة بين الجبال وغزة ، ولكنه خاضع لحكومة الخليل.
بحلول عام 1863 زارها الباحث الفرنسي فيكتور جورين آثارًا كبيرة تعود لأبنية قديمة. كان هناك منازل مدمرة عند كل خطوة يخطوها، ووجد صهاريج وصوامع ومخازن تحت الأرض، محفورة في الصخر، وعلى الأرجح يعود تاريخها إلى العصور القديمة.

### عصر الإنتداب البريطاني
في عام 1931 أُجري تعداد سكاني شمل قريد دير العسل الفوقا وكانت تتبع محافظة الخليل.

### العصر الإردني
في أعقاب الحرب العربية الإسرائيلية عام 1948، وبعد اتفاقيات الهدنة عام 1949، أصبحت دير العسل الفوقا تحت الحكم الأردني.

### ما بعد 1967
بعد حرب عام 1967، أصبحت قرية دير العسل الفوقا تحت الاحتلال الإسرائيلي.

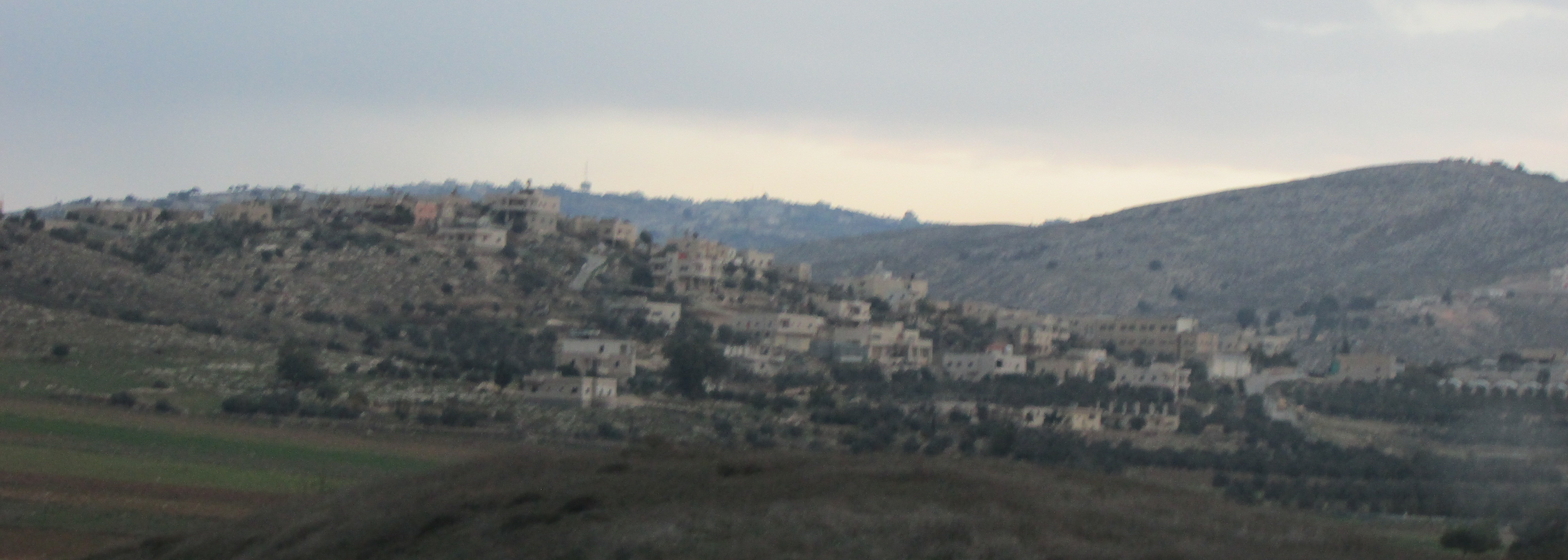
دير العسل الفوقا